# Епархия Адрия-Ровиго
Епархия Адрия-Ровиго (лат. Dioecesis Adriensis-Rhodigiensis, итал. Diocesi di Adria-Rovigo) епархия Римско-католической церкви в составе архиепархии-митрополии Венеции, входящей в церковную область Тревенето в Италии. В настоящее время епархией управляет епископ Пьерантонио Паванелло.
Клир епархии включает 169 священников (138 епархиальных и 31 монашествующих священников), 48 монаха, 185 монахинь.
Адрес епархии: Via Giacomo Sichirollo 18, 45100 Rovigo, Italia. Телефон: 0425 22 454. Факс: 0425 23 033.

## Территория
В юрисдикцию епархии входит 109 приходов в 44 коммунах в провинции Падуя.
Все приходы объединены в 13 деканатов.
Кафедра епископа находится в городе Адрия в церкви Святых Петра и Павла. В городе Ровиго находится сокафедральный Собор Святого Стефана, Папы и мученика.

## История
Точную дату основания кафедры Адрии установить пока не удалось. По преданию, её основателем был Аполлинарий, епископ Равенны, живший в конце II века. Но даже при известном влиянии экзархата Равенны на епархию Адрии, нет документов подтверждающих это предание. Впервые в письменном источнике епархия Адрии упоминается в акте императора Валентиниана III (419 – 455), в котором Иоанну Ангелопусу, митрополиту Равенны предоставлялась юрисдикция над 24 епископствами-суффраганствами, включая Адрию. Цезарь Бароний в своих Annales ad annum 432 говорит, что этот акт являлся подделкой и был составлен между VII и VIII веками.
Акты Латеранского собора 649 года при Папе Мартине I являются первым документом, в котором говорится о епархии Адрии. В списке участников числиться епископ Gallinostius Hadrianensis Episcopus.
Надпись на купели бапстистерия Санта-Мария-делла-Томбе в Адрии относится к VII – VIII веку и содержит имя Боно, третьего епископа Адрии. На архитраве врат баптистерия Сан-Джованни, слева от фасада Санта-Мария-делла-Томба, написано имя Иоанна I, четвёртого епископа Адрии. С этого времени информация о епископах Adria содержится в письменных источниках.
14 марта 863 года Папа Николай III даровал епископу Льву право осуществлять на территории епархии светскую власть. Вначале архиереи Адрии управляли лишь графством Гавелло, впоследствии же ими был получен ещё ряд титулов и земель, завещанных благотворителями.
В 920 году из-за частых набегов язычников с севера и постоянных наводнений епископ Павел оставил Адрию и переехал в Ровиго. Папа Иоанн X буллой Curtem Bonevigo quae vocatur Rodige утвердил за епископом светскую власть и в этом регионе. До сих пор исследователи не пришли к единому мнению по поводу того, является ли этот документ подтверждением переноса кафедры из Адрии в Ровиго. Около 1200 года епископы утратили светскую власть в епархии, перешедшую сначала в руки аристократов (Эсте и Карарези), затем к Венецианской республике, Франции, Австрийской империи, и, наконец, Италии.
На протяжении веков границы епархии Адрии неоднократно менялись. 7 сентября 1792 года, после упразднения аббатства Вангадицца, сенат Венецианской республики присоединил к епархии 12 приходов, расположенных в Бадии (Сан-Джованни), Барукелла, Сальватерра, Крочетта, Виллафора, Раса, Барбульо, Сагведо, Каваццана, Сан-Мартино-ди-Венецце, Борсеа и Фратта.
Папа Пий VII буллами De salute dominici gregis от 1 мая 1818 года и Cum non gravibus от 9 марта 1819 года, вновь изменил границы епархии, после чего в состав епархии Адрии входило 78 приходов и 150 000 прихожан.
7 июля 1909 года декретом Ea semper fuit Священной Конгрегации консистории кафедра Адрии была перенесена в Ровиго. Узнав об этом, жители Адрии напали на епископа Томмазо Пио Боджиани, за что на город был наложен интердикт, продлившийся пятнадцать дней.
30 сентября 1986 года епархия получила своё нынешнее название епархии Адрия-Ровиго, и собор в Ровиго был возведен в достоинство сокафедрального.

## Ординарии епархии

### Средневековье
| Список ординариев епархии Адрия-Ровиго     | Список ординариев епархии Адрия-Ровиго                                                |
| Имя                                        | Комментарий                                                                           |
| ------------------------------------------ | ------------------------------------------------------------------------------------- |
| Каллионист                                 | Блаженный. Упоминается в 649 году.                                                    |
| Бон                                        | Занимал кафедру в VII или VIII веке.                                                  |
| Иоанн I                                    | Занимал кафедру в VII или VIII веке.                                                  |
| Леон (Леоперт)                             | Упоминается в 861 или 863 годах.                                                      |
| Теодин                                     | Упоминается в 877 году.                                                               |
| Павел Каттанео да Лендинара                | Упоминается в 920 году.                                                               |
| Иоанн II                                   | Занимал кафедру с 938 года. В последний раз упоминается в 948 году.                   |
| Гемерий (Геминий) из Равенны               | Упоминается в 952 году.                                                               |
| Астольф (Асольф) из Рима                   | Занимал кафедру с 967 года. В последний раз упоминается в 992 году.                   |
| Альберик                                   | Упоминается в 1001 году.                                                              |
| Пётр I                                     | Занимал кафедру с 1003 года. В последний раз упоминается в 1016 году.                 |
| Бенедикт                                   | Занимал кафедру с 1050 года. В последний раз упоминается в 1067 году.                 |
| Атто (Аттон, Пансон, Тутон) из Милан       | Упоминается в 1067 году.                                                              |
| Губерт                                     | Упоминается в 1071 году.                                                              |
| Пётр II из Фолиньо                         | Занимал кафедру с 1073 по 1091 год. Умер на кафедре.                                  |
| Иаков I из Флоренции                       | Занимал кафедру с 1091 по 1104 год. Умер на кафедре.                                  |
| Исаак I                                    | Занимал кафедру с 1104 по 1115 год. Умер на кафедре.                                  |
| Пётр III Микьели                           | Занимал кафедру с 1116 года.                                                          |
| Григорий I                                 | Занимал кафедру с 1125 по 1138 год. Умер на кафедре.                                  |
| Флорий I Каттанео да Лендинара (да Верона) | Занимал кафедру с 1138 года.                                                          |
| Григорий II                                | Занимал кафедру с декабря 1140 года. В последний раз упоминается в 1154 году.         |
| Гвискард                                   | Упоминается в 1158 году.                                                              |
| Виталий из Милана                          | Занимал кафедру с 1160 года. В последний раз упоминается в 1162 году.                 |
| Гавриил                                    | Занимал кафедру с 1168 года. В последний раз упоминается в 1179 году.                 |
| Иоанн III                                  | Упоминается в 1184.                                                                   |
| Исаак II                                   | Занимал кафедру с 1186 года. В последней раз упоминается в 1198 году.                 |
| Пётр IV                                    | Занимал кафедру с 1203 года. В последний раз упоминается в 1207 году.                 |
| Роландо Сабатино (или Дзабарелла)          | Занимал кафедру с 1210 года. В последний раз упоминается в 1233 году.                 |
| Гульельмо д’Эсте                           | Занимал кафедру с 1240 по 1257 год. Умер на кафедре.                                  |
| Флорий II                                  | Занимал кафедру с 1258 года. В последний раз упоминается в 1265 году.                 |
| Иаков II                                   | Занимал кафедру с 1270 года. В последний раз упоминается в 1274 году.                 |
| Пилигрим I                                 | Занимал кафедру с 1277 по 1280 год. Умер на кафедре.                                  |
| Оттолин                                    | Камальдул. Занимал кафедру с октября 1280 по 11 августа 1284 года. Умер на кафедре.   |
| Бонифаций I                                | Занимал кафедру с 1285 года до конца июля 1286 года.                                  |
| Бонаконта (Бонаджунта)                     | Доминиканец. Занимал кафедру с 14 июля 1288 по 10 декабря 1306 года. Умер на кафедре. |
| Иоанн IV                                   | Францисканец. Занимал кафедру с 1308 по 1317 год. Умер на кафедре.                    |
| Эгидий                                     | Упоминается в 1317 году.                                                              |
| Сальоне Буццакарино                        | Занимал кафедру с 8 июля 1318 по 29 августа 1327 год. Умер на кафедре.                |
| Эзуперанцио Ламбертацци                    | Занимал кафедру с 22 ноября 1327 по 11 октября 1329 год. Переведён на кафедру Червии. |
| Бенвенуто                                  | Доминиканец. Занимал кафедру с 20 октября 1329 по 1348 год. Умер на кафедру.          |

### Новое время
- Блаженный Альдобрандино д’Эсте (1348—1352) — назначен епископом Модены;
- Джованни V да Сиена (упоминается в 1352) — францисканец;
- Антонио Контарини (1384—1387);
- Роландино (упоминается в 1390);
- Уго Роберти (01.09.1386 — 20.03.1392) — назначен епископом Падуи;
- Джованни VI Энсельмини (1393—1404);
- Джакомо Бертуччи дельи Обицци (1404—1409);
- Майнардино (1409);
- Джакомо Бертуччи дельи Обицци (1410—1441) — вторично;
- Джованни VII дельи Обицци (1442—1444);
- Бартоломео Роверелла (15.07.1444 — 26.09.1445) — назначен архиепископом Равенны;
- Джакомо дельи Оратори (1445—1446);
- Бьяджо Новелли (1447—1465);
- Тито Новелли (1465—1487);
- Николо Мария д’Эсте(31.05.1487 — 05.08.1507);
- Бельтраме Костабили (27.08.1507 — 1519);
- Франческо Пизани[итал.] (1519—1519);
- Эрколе Рангони[итал.] (15.06.1519 — 27.05.1524);
- Джамбаттиста Брагадин (27.05.1524 — 23.05.1528);
- Джованни Доменико де Купис (31.08.1528 — 10.12.1553) — апостольский администратор;
- Себастьяно Антонио Пигини (11.12.1553 — 23.11.1554) — апостольский администратор;
- Джулио Канани (26.11.1554 — 08.02.1591) — назначен епископом Модены;
- Лоренцо Лаурети (13.02.1591 — 1598) — кармелиты;
- Джироламо ди Порча (07.08.1598 — 1612);
- Людовико Сарего (17.09.1612 — 24.09.1622);
- Убертино Папафава (10.05.1623 — 1631);
- Джерманико Мантика (21.02.1633 — 1639);
- Джованни Паоло Савио (19.12.1639 — 1650);
- Джованни Баттиста Брешиа (1651—1656) — назначен епископом Виченцы;
- Бонифачо Альярди (02.08.1656 — 01.02.1666) — театинец;
- Томмазо Ренато (16.03.1667 — 1677);
- Карло Лабиа (13.09.1677 — 29.11.1701) — театинец;
- Филиппо делла Торре (1702 — 25.02.1717);
- Антонио Вайра (12.07.1717 — 08.10.1732);
- Джованни Соффьетти (19.01.1733 — 10.09.1747);
- Пьетро Мария Суарес Тревизан (20.11.1747 — 19.06.1750);
- Пеллегрино Ферри (16.11.1750 — 29.11.1757);
- Джованни Франческо Морра (02.10.1758 — 15.01.1766);
- Франческо Флорио (1766—1766);
- Арнальдо Сперони дельи Альваротти (02.06.1766 — 02.11.1800);
- Альберто Камполонго (1800—1800);
  - Sede vacante (1800—1808);
- Федерико Мария Молин (27.08.1807 — 16.04.1819);
- Карло Пио Равази (08.01.1821 — 02.10.1833);
- Антонио Мария Кальканьо (19.12.1834 — 08.01.1841);
- Бернардо Антонио Скварчина (27.01.1842 — 22.12.1851) — доминиканец;
- Джакомо Биньотти (27.09.1852 — 07.03.1857);
- Камилло Бенцон (27.09.1858 — 10.12.1866);
- Пьетро Колли (27.03.1867 — 30.10.1868);
- Эммануэле Каубек (27.10.1871 — 31.08.1877);
- Джованни Мария Беренго (31.12.1877 — 12.05.1879) — назначен епископом Мантуи;
- Джузеппе Аполлонио[итал.] (12.05.1879 — 25.09.1882) — назначен епископом Тревизо;
- Антонио Полин (25.09.1882 — 18.05.1908);
- Томмазо Пио Боджани (16.10.1908 — 10.01.1912) — назначен титулярным архиепископом Эдессы;
- Ансельмо Рицци (04.06.1913 — 21.10.1934);
- Гвидо Мария Маццокко (12.11.1936 — 08.11.1968);
- Джованни Мочеллини (01.01.1969 — 12.03.1977);
- Джованни Мария Сартори (12.03.1977 — 07.12.1987) — назначен архиепископом Тренто;
- Мартино Комьеро (07.05.1988 — 11.10.2000);
- Андреа Бруно Маццокато (11.10.2000 — 03.12.2003) — назначен епископом Тревизо;
- Лучо Соравито Де Франчески (c 29 мая 2004 года — 23 декабря 2015 года).
- Пьерантонио Паванелло (с 23 декабря 2015 года)

## Статистика
На конец 2012 года из 204 464 человек, проживающих на территории епархии, католиками являлись 198 000 человек, что соответствует 96,8% от общего числа населения епархии.
| год  | население | население | население | священники | священники        | священники         | священники                           | постоянные диаконы | монахи  | монахи  | приходы |
| год  | католики  | всего     | %         | всего      | белое духовенство | черное духовенство | число католиков на одного священника | постоянные диаконы | мужчины | женщины | приходы |
| ---- | --------- | --------- | --------- | ---------- | ----------------- | ------------------ | ------------------------------------ | ------------------ | ------- | ------- | ------- |
| 2001 | 199.990   | 202.172   | 98,9      | 182        | 154               | 28                 | 1.098                                |                    | 42      | 258     | 109     |
| 2002 | 199.990   | 202.172   | 98,9      | 177        | 149               | 28                 | 1.129                                |                    | 42      | 253     | 109     |
| 2003 | 200.128   | 202.864   | 98,7      | 175        | 147               | 28                 | 1.143                                |                    | 44      | 195     | 109     |
| 2004 | 200.128   | 202.878   | 98,6      | 176        | 145               | 31                 | 1.137                                |                    | 48      | 190     | 109     |
| 2006 | 202.069   | 204.179   | 99,0      | 169        | 138               | 31                 | 1.195                                |                    | 48      | 185     | 109     |
| 2012 | 198.000   | 204.464   | 96,8      | 159        | 129               | 30                 | 1.245                                | 2                  | 56      | 160     | 109     |